# حركة كان فونق
حركة كان فونق عبارة عن حركة تمرد فيتنامية واسعة النطاق بين عامي 1885 و 1889 ضد الحكم الاستعماري الفرنسي. كان هدفها طرد الفرنسيين وتنصيب الإمبراطور الصبي هام نغي كزعيم لفيتنام الساعية للاستقلال. افتقرت الحركة إلى هيكل وطني متماسك وتألفت بشكل أساسي من قادة إقليميين هاجموا القوات الفرنسية في مقاطعاتهم. ازدهرت الحركة في البداية حيث لم يكن هناك سوى عدد قليل من الحاميات الفرنسية في منطقة أنام، لكنها فشلت بعد أن تعافى الفرنسيون من مفاجأة التمرد وسحبوا القوات إلى مدينة أنام من قواعد في مدينتي تونكين وكوتشينشينا. انتشر التمرد في أنام وازدهر في عام 1886، ووصل ذروته في العام التالي وتلاشى تدريجياً بحلول عام 1889.

## التدخل الفرنسي في فيتنام

### القرن السابع عشر - الثامن عشر
بدأ التدخل الفرنسي في فيتنام في وقت مبكر من القرن السابع عشر، مع نشر المبشرين مثل ألكسندر دي رودس بالعقيدة الكاثوليكية. استمر هذا الوضع حتى أواخر القرن الثامن عشر، عندما أطاحت الإنتفاضة الشعبية ضد الضرائب الباهظة المفروضة والفساد، والمعروفة باسم انتفاضة تاي سين، على عائلة نجوين الحاكمة في عام 1776. تمكن أمير نجوين، نجوين أونه من الفرار. وفي محاولته الحثيثة لاستعادة السلطة، طلب نجوين أونه مساعدة فرنسا من خلال المبشرين الفرنسيين في فيتنام. على الرغم من أنه لم يتلق مساعدة عسكرية رسمية، إلا أنه تم إمداده بمساعدة كافية من قبل التجار المتعاطفين معه، وتمكن من استعادة العرش. على الرغم من عدم اعتماده رسميًا من قبل الحكومة الفرنسية، إلا أن هذا كان لزيادة الاهتمام الفرنسي بفيتنام وبدء التدخل في البلاد.

### القرن التاسع عشر - فقدان الجنوب
بعد استعادة العرش في عام 1802 في العاصمة هوي في وسط فيتنام، أعاد نجوين أونه تأسيس التقاليد الكونفوشيوسية والمعاهد التي انقلبت خلال انتفاضة تاي صن. بعد عودته إلى السلطة بمساعدة الأجانب، كان هذا من أجل طمأنة العائلات النبلاء من العلماء الذين شكلوا الكثير من الحكومة والبيروقراطية بالعودة إلى النظام الذي يضمن امتيازاتهم. في حين أن هذا ساعد على إضفاء الشرعية على سلالة نجوين العائدة في عيون كبار الموظفين والمسؤولين، إلا أنه لم يفعل الكثير لتهدئة أو معالجة المظالم التي أشعلت انتفاضة تاي صن.
نتيجة لذلك، شاب عهد السلالة استياء الفلاحين والثورات المستمرة. قدم استياء الفلاحين المضطهدين، ولا سيما بين الطبقات الدنيا، أرضًا خصبة للإرساليات الكاثوليكية، مما زاد من اتساع الفجوة بين سلالة نجوين ورعاياه. استمر الوضع المحلي في التدهور حتى خمسينيات القرن التاسع عشر. كان لهذا تداعيات حاسمة على المقاومة الفيتنامية للعدوان الاستعماري الفرنسي القادم. لقد سلبت فيتنام جبهة موحدة من خلال وضع الإدارة والشعب ضد بعضهما البعض. إن عدم الثقة والعداء الناتج عن ذلك من شأنه أن يثني عن أي محاولة من قبل الحكومة لابعاد التودد للفلاحين في ظهور غزوات أجنبية خطيرة، وهي سابقة ناجحة وضعتها السلالات السابقة. كما سيُحرم الفلاحون من القيادة والتنسيق الإقليمي الذي يوفره البلاط الملكي تقليديًا.
في عام 1858، ولأسباب دينية ظاهريًا، قامت فرنسا بعمل عسكري ضد فيتنام. ولم يتضاءل الاهتمام الفرنسي بفيتنام منذ أن طلب نجوين أونه المساعدة. وبعد ثورة 1848، حصلت الحكومة الفرنسية الآن على دعم كافٍ من المصادر التجارية والدينية والقومية لشن غزوها لفيتنام. هاجمت قوة بقيادة الأدميرال ريجولت دي جينويلي واحتلت بلدة دا نانغ الفيتنامية. تبع ذلك الاستيلاء على سايغون في منطقة دلتا ميكونغ في عام 1859. ومع ذلك، سرعان ما وضعت التعزيزات الفيتنامية من المقاطعات المجاورة كلا الموقعين الفرنسيين تحت الحصار. على الرغم من الوضع الهش للفرنسيين، لم تتمكن القوات الفيتنامية من طرد الأجانب من البلاد.
كان هذا يرجع في جزء كبير منه إلى الخلاف داخل الديوان الملكي حول أفضل نهج للتعامل مع الفرنسيين. دعا أحد الطرفين إلى المقاومة المسلحة بينما طالب الآخر بالحلول الوسط. يعترف معظم الكتاب أن الإمبراطور والعديد من كبار المسؤولين فضلوا استرضاء الفرنسيين، من خلال سياسة تسمى السلام والتفاوض. بالإضافة إلى ذلك، ولأسباب مذكورة سابقًا في المقال، كانت السلالة مترددة في تسليح الفلاحين أو الاعتماد عليهم، واعتمدت بدلاً من ذلك على القوات الملكية التي لا يمكنها خوض معارك ضارية.
في عام 1861، تمكن الفرنسيون من توحيد قواتهم وكسر حصار الجيش الفيتنامي لسايغون. ولدهشة القوات الفرنسية، فإن هزيمة الجيش الملكي لم تضع حداً للمقاومة الفيتنامية. وبدلاً من ذلك، فقد شهد تراجع المقاومة الرسمية التي تقودها الحكومة وأدى إلى ظهور مقاومة شعبية محلية. ومع ذلك، تسبب النضال الواسع للشعب الفيتنامي في العديد من الانتكاسات للفرنسيين.
كان التطور الرئيسي في هذا المنعطف هو نقل الدور القيادي من السلالة إلى النبلاء الباحثين المحليين. بعد أن شهدوا عدم فعالية الجيش الفيتنامي النظامي والتوجيه غير المؤكد للديوان الملكي، قرر الكثيرون أخذ الأمور بأيديهم، وكان تنظيم القرويين في مجموعات مسلحة والتخطيط لغارات حرب العصابات على القوات الفرنسية، في تناقض مباشر مع محاولات البلاط الملكي تحقيق السلام. كان لهذا تأثير إضافي يتمثل في إقناع الفرنسيين بأن بلاط هوي قد فقد السيطرة على قواته في منطقة دلتا ميكونغ، وبالتالي فإن تقديم أي تنازلات لا طائل من ورائه.
في عام 1862، وقعت سلالة نجوين على معاهدة سايغون. ووافقت على تسليم سايغون وثلاث مقاطعات جنوبية لفرنسا والتي أصبحت تعرف باسم كوتشينشينا. يشير بعض المؤلفين  إلى حاجة الأسرة الحاكمة لإخماد الثورات في الشمال كسبب للتنازل عن مناطق في الجنوب. وبغض النظر عن السبب، كان على الجيش النظامي أن ينسحب من الأقاليم المستسلمة، تاركًا حركة المقاومة الشعبية للفرنسيين.
كان ترونج دينه مثالاً صارخًا على زعيم المقاومة، حيث اكتسب شهرة وموقعًا عسكريًا لأول مرة خلال حصار سايغون ولإنجازاته العسكرية فور هزيمة الجيش الفيتنامي. على الرغم من أمر الانسحاب، بقي ترونج دينه في المنطقة بأمر من هؤلاء المرؤوسين وأيضًا لأسباب وطنية، مرددًا مشاعر زملائه العلماء النبلاء. ومع ذلك، افتقرت المقاومة الشعبية إلى التنسيق عبر المناطق ولم تستطع أيضًا توفير التشجيع الروحي، وهي الأدوات التي كانت سلالة نجوين فقط هي التي يمكن الوصول إليها.
حتى عام 1865، اتبعت سلالة نجوين سياسة التسوية واستمرت في محاولة استعادة المقاطعات الجنوبية الثلاثة من خلال الطرق الدبلوماسية. كان هذا على الرغم من تحذيرات الفرنسيين من أنهم سيستولون على المقاطعات الجنوبية الثلاث المتبقية إذا لم يتم إيقاف المقاومة الشعبية، التي أوصفوها بأن أصحابها قطاع للطرق. في عام 1867، واستناداً إلى الأسباب المذكورة أعلاه، استولى الفرنسيون على المقاطعات الجنوبية الثلاث المتبقية.
كان لخسارة الجهة الجنوبية التأثير البالغ على أهل فيتنام.لذا وجب كشف النقاب عن نقاط الضعف في سياسة التسوية التي تتبعها الأسرة الحاكمة. وترك عدد قليل من الماندرين والعلماء النبلاء في المنطقة مع خيارين، للهروب من المنطقة بشكل دائم أو للتعاون مع الحكام الجدد. بالنسبة لشعب الدلتا الذي لم يكن لديه خيار آخر سوى البقاء، كانت النكسة هي إثبات أنه لا يمكن التغلب عليه. سرعان ما فقدت المقاومة الشعبية كل الروح المعنوية وتفككت، مع استسلام الفلاحين لمواقف غير عنيفة. في هذه المرحلة، فقدت سلالة نجوين كل ولاء واحترام من الفيتناميين في الجنوب.

### القرن التاسع عشر - فقدان الشمال
في عام 1873، استعاد الفرنسيون وبالقيود المفروضة على الشحن بقيادة فرانسيس غارنييه مدينة هانوي الشمالية بسهولة، وواجهوا مقاومة منظمة لكنها ضعيفة. قُتل غارنييه في النهاية بمساعدة جيش العلم الأسود وعادت المدينة كجزء من معاهدة وقعت في عام 1874. لكن سلالة نجوين واجهت الآن فقدان الدعم والولاء من رعاياها في الشمال، على غرار ما حدث في الجنوب.
بعد الإجراءات التي اتخذها أسلافهم، لجأت أسرة نجوين إلى الصين للحصول على المساعدة. ليس من المستغرب أن يكون الفرنسيون قد اتخذوا إجراءً أولاً لتجنب طردهم من شمال فيتنام. في عام 1882، كرر قائد البحرية الفرنسية المسمى هنري ريفيير إنجاز غارنييه بالاستيلاء على هانوي. بدلاً من إعداد الجيش للعدوان الفرنسي المتزايد، صدرت تعليمات للجيش بالبقاء بعيدًا عن أنظار الفرنسيين. قُتل ريفيير فيما بعد على يد جيش العلم الأسود خلال عمل عسكري. لكن السلالة استمرت في البحث عن فرنسا لإجراء مفاوضات جديدة وتهميش كبار السن الذين ما زالوا يدافعون عن المقاومة المسلحة.
في عام 1883، توفي آخر أباطرة فيتنام العظماء دون وريث. نتج عن وفاته نزاع داخلي بين الفصائل المختلفة في هوي. وفي الوقت نفسه، بعد أن شهدوا استعادة هانوي من قبل القوات الفرنسية بقيادة ريفيير، أصبح لدى الفيتناميون الشماليون خيبة أمل كبيرة من القيادة والفعالية العسكرية للبلاط الملكي في هوي. تم تضخيم الاستياء من خلال استمرار اعتماد الديوان الملكي على التفاوض، على الرغم من استعداد كبار الموظفين المحليين والشعب لخوض المقاومة المسلحة ضد الفرنسيين. وأكدت مراسلات من القادة الفرنسيين، مشيدة بممثلي البلاط لتهدئة الشعب الفيتنامي حول هوي.
جاءت القشة الأخيرة للعديد من الفيتناميين الشماليين عندما استولى الفرنسيون على مدينة تاي صن في عام 1883 في معارك ضارية ضد القوات المشتركة للجيوش الفيتنامية والصينية وجيوش العلم الأسود. وفي وقت لاحق، كانت هناك هجمات فيتنامية في الشمال على القوات الفرنسية، حتى أن بعضها بقيادة مندرين سابقين في تحد مباشر للسياسة التي وضعها هوي.
كانت الأمور في البلاط الملكي لهوي فوضوية.وبعد ذلك الإمبراطور التالي، دوك دوك، كان في السلطة لمدة ثلاثة أيام بالكاد قبل أن يتم خلعه بسبب سلوكه غير اللائق. وقع الإمبراطور التالي هيب هوا على معاهدة هوي في عام 1883 بعد سماع بنادق فرنسية بالقرب من العاصمة. أدت الشروط القاسية والمهينة للمعاهدة التي أخضعت فيتنام للسيطرة الفرنسية إلى تدمير أي دعم محتمل لهيب هوا بين الشعب الفيتنامي والبلاط. سرعان ما تم القبض عليه وقتل من قبل الماندرين تون ثيت ثويت، الذي كان معاديًا بشدة للفرنسيين.
كان ثوييت أيضًا يعتمد سراً على الاقتصاد لصنع أسلحة لقلعة سرية في تان سو. كان لدى ثوييت مساعد، نجوين فان تونق، الذي اعتبره الفرنسيون إشكالية. في عام 1884، تم تنصيب الإمبراطور هام نغي إمبراطورًا لفيتنام. كان يبلغ من العمر اثني عشر عامًا فقط، وقد هيمن عليه الوصيان ثويت وتونج بسهولة وسرعة. وأدرك الفرنسيون العقبات التي فرضها الماندرين وقرروا إزالتها.
استمرت المقاومة في التزايد بينما كان الفرنسيون في تونكين مشتتين بسبب الحرب الصينية الفرنسية (أغسطس 1884 إلى أبريل 1885). وصلت الأمور إلى ذروتها في يونيو 1885، عندما وقعت فرنسا والصين معاهدة تينتسين، التي تخلت فيها الصين ضمنيًا عن مطالباتها التاريخية بالسيطرة على فيتنام،[بحاجة لمصدر] وتحريرها من الانحرافات الخارجية، كانت الحكومة الفرنسية مصممة على كسب حكم مباشر على فيتنام. كان وكيلهم المختار هو الكونت روسيل دي كورسي.
في مايو 1885، وصل دي كورسي إلى هانوي وسيطر على القوة العسكرية الفرنسية من أجل إزالة الماندرين ثوييت وتونق. معظم المؤرخين[من؟] توافق على أن دي كورسي شعر أن القوة العسكرية الفرنسية كانت كافية لإقناع الفيتناميين وأنه كان مدافعًا قويًا عن استخدام القوة. ومع ذلك، يبدو أن هناك خلافًا بشأن تأييد الحكومة الفرنسية، إن وجد، لجدول أعمال دي كورسي. بغض النظر، ذهب الجنرال دي كورسي ومرافقة من القوات الفرنسية من فيلق تونكين الاستكشافي إلى هوي وحاولا إثارة المشاكل.

## كمين هوي، يوليو ١٨٨٥
بعد وصوله إلى هوي في 3 يوليو 1885، استدعى دي كورسي الأمراء وكبار المسؤولين في الديوان الملكي إلى مقر إقامته لمناقشة تقديم أوراق اعتماده إلى الإمبراطور. خلال المناقشة، طالب بفتح البوابة المركزية وأن الإمبراطور يجب أن ينزل من عرشه لتحيته. علق دي كورسي أيضًا على غياب ثوييت عن الاجتماع وأشار إلى أن هذا كان بسبب تخطيط ثوييت للهجوم عليه. بعد إخباره بأن ثوييت كان مريضًا، كان رد دي كورسي أنه كان يجب أن يحضر الاجتماع بغض النظر عن تهديده بالقبض عليه. أخيرًا، رفض دي كورسي الهدايا التي أرسلها الإمبراطور وطالب الفيتناميون بتكريمهم.
بعد حفل الاستقبال، التقى فان تونغ مع ثوييت لمناقشة الأحداث التي وقعت خلال المناقشة. اتفق كلا الرجلين على أن نية دي كورسي كانت تدميرهما. اضطرا للوقوع في الزاوية، وقررا أن يعلقا آمالهما على هجوم مفاجئ على الفرنسيين. في تلك الليلة بالذات، تعرض الفرنسيون للهجوم من قبل الآلاف من الثوار الفيتناميين الذين نظمهم الماندرين. حشد دي كورسي رجاله، وتمكن كل من قيادته ومجموعات أخرى من القوات الفرنسية المتواجدة على جانبي قلعة هوي من التغلب على الهجمات على مواقعهم. في وقت لاحق، تحت قيادة الشيف دي باتيلون ميتزينغر، شن الفرنسيون هجومًا مضادًا ناجحًا من الغرب، وشقوا طريقهم عبر حدائق القلعة واستولوا على القصر الملكي. بحلول الفجر، ارتبطت القوات الفرنسية المعزولة وسيطرت بالكامل على القلعة. غضبوا مما اعتبروه خيانة فيتنامية، ونهبوا القصر الملكي. بعد فشل `` كمين هوي ''، كما أطلق عليه الفرنسيون على الفور، فر الملك الفيتنامي الشاب هام نجي وأعضاء آخرون من العائلة الإمبراطورية الفيتنامية من هوي ولجأوا إلى قاعدة عسكرية جبلية في تان سو. أقنع الوصي تون ثيت ثويت، الذي ساعد هام نجي على الهروب من هوي، بإصدار مرسوم يدعو الشعب إلى الانتفاض و «مساعدة الملك» («يمكن أن ينفد»). استجاب الآلاف من الوطنيين الفيتناميين لهذا النداء في أنام نفسها، كما أنها عززت بلا شك مقاومة السكان الأصليين للحكم الفرنسي في تونكين المجاورة، والتي تم وضع الكثير منها تحت السيطرة الفرنسية خلال الحرب الصينية الفرنسية (أغسطس 1884 - أبريل 1885).
كان مرسوم كان فونق بلا شك نقطة تحول في المقاومة الفيتنامية للحكم الفرنسي. ولأول مرة، كان للبلاط الملكي هدف مشترك مع الفلاحين في الشمال والجنوب، والذي يقف في تناقض صارخ مع الانقسامات المريرة بين البلاط الملكي ورعاياه، والتي عرقلت مقاومة الفرنسيين حتى الآن. كان لهروب الإمبراطور وحاشيته إلى الريف بين الفلاحين تداعيات خطيرة على المقاومة والتعاون مع الفرنسيين.
أولاً، جلبت السلطة الأخلاقية والروحية للمقاومة. لم يعد بإمكان الماندرين الذين اختاروا العمل مع الفرنسيين العمل نيابة عن المحكمة؛ كان عليهم أن يعترفوا بواقع كونهم أدوات لقوة أجنبية. من ناحية أخرى، سيشعر المندرين الذين اختاروا محاربة الفرنسيين حتى بدون العقوبة الملكية التقليدية بارتياح كبير لإيجاد قراراتهم مبررة.
بعد ذلك، أتاح هروب البلاط الملكي للمقاومة الوصول إلى أداتين رئيسيتين مذكورتين سابقًا، التنسيق الإقليمي والتشجيع الروحي. إن مشاهدة المصاعب التي عانى منها الإمبراطور وحاشيته سمحت للمواطنين بتطوير تعاطف جديد مع إمبراطورهم وزيادة الكراهية تجاه الفرنسيين. يمكن للإمبراطور أيضًا إصدار مراسيم في جميع أنحاء البلاد، يدعو فيها رعايا كل مقاطعة وقرية إلى النهوض ومقاومة الفرنسيين. أخيرًا وليس آخرًا، لعبت عاصمة هوي والسلالات الحاكمة التي كانت تؤويها دورًا نشطًا تاريخيًا في النضال ضد العدوان المغولي والصيني. كانت مصدر القادة والصور الوطنية لبقية البلاد. مشاركتها ستربط حركة المقاومة الحالية بحركات ناجحة سابقًا وأيضًا بالحركات المستقبلية حتى العصر الحديث.

## مرسوم كان فونق
أعلن الإمبراطور: منذ زمن بعيد، كانت هناك ثلاث استراتيجيات فقط لمقاومة العدو: الهجوم والدفاع والتفاوض. كانت فرص الهجوم غير متوفرة. كان من الصعب جمع القوة المطلوبة للدفاع. وفي المفاوضات طالب العدو بكل شيء. في هذه الحالة من المشاكل اللانهائية، اضطررنا دون رغبة إلى اللجوء إلى الوسائل. ألم يكن هذا هو المثال الذي رسمه الملك طاي في مغادرته إلى جبال تشل وسوان-تسونق عند الفرار إلى شوي؟
لقد واجه بلدنا مؤخرًا العديد من الأحداث الحرجة. لقد جئنا إلى العرش في سن مبكرة جدًا، لكننا كنا مهتمين إلى حد كبير بتعزيز الذات والحكومة ذات السيادة. ومع ذلك، مع كل يوم يمر المبعوثون الغربيون أصبحوا أكثر فأكثر. لقد جلبوا مؤخرًا قوات وتعزيزات بحرية، في محاولة لفرض شروط لا يمكننا قبولها أبدًا. استقبلناهم بمراسم عادية، لكنهم رفضوا قبول شيء واحد. أصبح الناس في العاصمة خائفين للغاية من اقتراب المشاكل.
سعى الوزراء الكبار إلى طرق للحفاظ على السلام في البلاد وحماية البلاط. لقد تقرر، بدلاً من الانحناء في الطاعة، والجلوس وفقدان الفرص، من الأفضل تقدير ما كان عليه العدو والتحرك أولاً. إذا لم ينجح هذا، فلا يزال بإمكاننا اتباع المسار الحالي لوضع خطط أفضل، والعمل وفقًا للموقف. كان من الأفضل أن تتبع شخصيات البلاط الطريق الصالح، ساعين إلى العيش والموت من أجل الاستقامة. ألم يكن كو يوان وتشاو تسوي من تشين وكو تزو-الأول ولي كوانغ بي من رجال تانغ الذين عاشوا في العصور القديمة؟
فضيلتنا غير كافية، وسط هذه الأحداث لم تكن لدينا القوة للصمود وسمحوا للعاصمة الملكية بالسقوط، مما أجبر الإمبراطورات على الفرار لإنقاذ حياتهن. الذنب هو ذنبنا بالكامل، إنه عار كبير. لكن الولاءات التقليدية قوية. المئات من القادة العسكريين والقادة من جميع المستويات، ربما ليس لديهم القلب للتخلي عني، توحدوا كما لم يحدث من قبل، أولئك الذين لديهم عقل يساعد في التخطيط، أولئك الذين لديهم القوة على استعداد للقتال، أولئك الذين لديهم ثروات يساهمون في الإمدادات - كلهم من عقل وجسد واحد في البحث عن مخرج من الخطر، وحل لجميع الصعوبات. مع الحظ، ستعامل السماء أيضًا الإنسان بلطف، وتحول الفوضى إلى نظام، والخطر إلى سلام، وتساعد بذلك على استعادة أرضنا وحدودنا. أليست هذه الفرصة محظوظة لبلدنا، أي أنها محظوظة للشعب، لأن كل من يقلق ويعمل معًا سيصل بالتأكيد إلى السلام والسعادة معًا؟
من ناحية أخرى، أولئك الذين يخشون الموت أكثر مما يحبون ملكهم، الذين يضعون هموم الأسرة فوق اهتمامات البلد، والعاملين الذين يجدون أعذارًا للبقاء بعيدًا، والجنود الذين يفرون، والمواطنون الذين لا يقومون بواجباتهم العامة بفارغ الصبر من أجل الصالح. لأن الضباط الذين يسلكون الطريق السهل ويتركون السطوع للظلام - قد يستمر الجميع في العيش في هذا العالم، لكنهم سيكونون مثل الحيوانات المتخفية في الملابس والقبعات. من يمكنه قبول مثل هذا السلوك؟ مع المكافآت السخية، ستكون العقوبات قاسية أيضًا. وللبلاط عادات وأعراف فلا تؤجلوا التوبة. يجب على الجميع اتباع هذا المرسوم بدقة.
بأمر إمبراطوري في اليوم الثاني، الشهر السادس، السنة الأولى من حكم هام نغي 

## الهجمات على المسيحيين الفيتناميين
كانت حركة كان فونق تستهدف الفرنسيون، ولكن على الرغم من وجود أكثر من 35000 جندي فرنسي في تونكين وآلاف آخرين في مستعمرة كوتشينشينا الفرنسية، لم يكن لدى الفرنسيون سوى بضع مئات من الجنود في أنام، منتشرين حول قلاع هوي، ثوين آن وفنه وكوي نون. مع عدم وجود أي قوات فرنسية هجومية، وجه المتمردون غضبهم بدلاً من ذلك ضد المسيحيين الفيتناميين، الذين يُنظر إليهم منذ فترة طويلة على أنهم حلفاء محتملون للفرنسيين. على الرغم من أن الأرقام لا تزال محل خلاف، يبدو من المحتمل أنه ما بين نهاية يوليو ونهاية سبتمبر 1885 قتل مقاتلو كان فونق حوالي 40,000 مسيحي فيتنامي، مما أدى إلى القضاء على ما يقرب من ثلث السكان المسيحيين في فيتنام. وقعت أسوأ مجزرتين في بلدتي كوانق نقاي وبينه دينه، وكلاهما جنوب هوي، حيث قُتل حوالي 24000 رجل وامرأة وطفل من إجمالي عدد السكان المسيحيين البالغ 40.000. كما قُتل 7500 مسيحي آخر في مقاطعة كوانج ترو. وكان عدد الضحايا في مقاطعات أخرى أقل بكثير. قاوم المسيحيون في العديد من المناطق بقيادة الكهنة الفرنسيين والإسبان، استجابة لدعوة من أساقفتهم للدفاع عن أنفسهم بكل الوسائل المتاحة لهم. فاق عدد المسيحيين وفي موقفهم الدفاعي، تمكنوا مع ذلك من إلحاق عدد من الهزائم المحلية بتشكيلات كان فونق.

## التدخل العسكري الفرنسي من تونكين

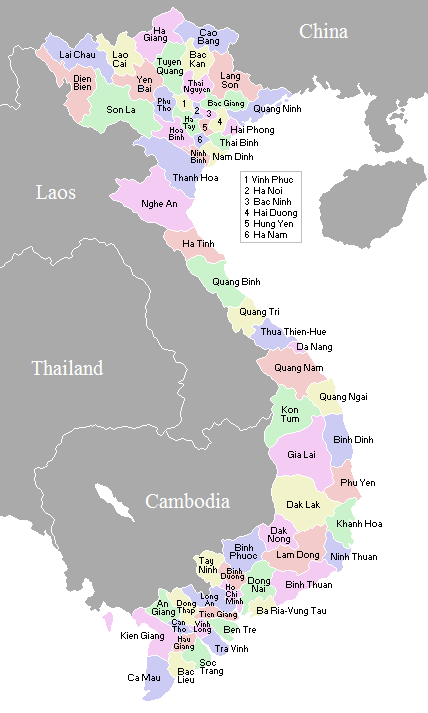
مقاطعات فيتنام

ليون برودهومي (1833-1931)

كان الفرنسيون بطيئين في الرد على كان فونق، ولعدة أسابيع لم يصدقوا الشائعات المروعة المنبعثة من أنام. في النهاية أصبح حجم مذابح المسيحيين واضحًا، ورد الفرنسيون متأخرًا. تم التوغل في أنام من قبل قوات فرقة تونكين الاستكشافية، والتي تم تعزيزها في يونيو 1885 إلى 35000 رجل. في البداية منعته الحكومة الفرنسية من شن غزو شامل لأنام، قام الجنرال دي كورسي بإنزال القوات على طول الساحل الضعيف لوسط فيتنام للاستيلاء على عدد من النقاط الاستراتيجية ولحماية المجتمعات المسيحية الفيتنامية المحاصرة في أعقاب المذابح في كوانق نقاي ووبينه دينه. في أوائل أغسطس 1885، قاد المقدم شومون كتيبة من المشاة البحرية في مسيرة عبر مقاطعات ها تونه ونغو آن لاحتلال قلعة فينه.
في جنوب أنام، لجأ 7000 من الناجين المسيحيين من مذبحة بينه أونه إلى الامتياز الفرنسي الصغير في كوي نون. في أواخر أغسطس 1885، أبحر طابور من 600 جندي فرنسي وتونكيني تحت قيادة الجنرال ليون برودهوم من هوي على متن السفن الحربية لا كوشتيري وبراندون ولوتين وكوميت، وهبطت في كوي نون. بعد رفع الحصار، سار برودهوم في بينه دينه. في 1 سبتمبر، حاول المتمردون الفيتناميون منع تقدمه. مسلحين فقط بالرماح والأسلحة النارية القديمة والمنتشرة في كتل مكشوفة حيث شكلت أهدافًا مثالية للمدفعية الفرنسية، لم يكن مقاتلوا كان فونق مناسبين لقدامى المحاربين في برودهوم. حيث تم طردهم، وفي 3 سبتمبر دخل الفرنسيون بينه أونه. تمت محاكمة وإعدام ثلاثة من رجال الأعمال الفيتناميين بتهمة التواطؤ في مذبحة مسيحيي بينه آنه. في نوفمبر 1885، انطلق ما يسمى ب «عمود أنام» بقيادة المقدم مينوت من نينه بينه في جنوب تونكين وسار عبر العمود الفقري الضيق لفيتنام حتى هوي، مما أدى إلى تشتيت أي عصابات متمردة في طريقها.

## الرد السياسي الفرنسي
استجاب الفرنسيون سياسيًا للانتفاضة من خلال المضي قدمًا في ترتيبات ترسيخ حمايتهم في كل من أنام وتونكين. وقد ساعدتهم حقيقة عدم وجود دعم جماعي بأي حال من الأحوال لحركة كان فونق. هجرت الملكة الأم، تو دي، وأعضاء آخرون من العائلة المالكة الفيتنامية هم نغي وعادوا إلى هوي بعد فترة وجيزة من بدء الانتفاضة. في سبتمبر 1885، لتقويض الدعم لهام نجي، نصب الجنرال دي كورسي شقيق الملك الشاب أنغ خانه بدلاً منه. على الرغم من أن العديد من الفيتناميين اعتبروا أنغ خانه ملكًا للدمى الفرنسية، إلا أن الجميع لم يفعل ذلك. أحد أهم القادة الفيتناميين، الأمير هوانغ كو فييم، الذي كان يقاتل الفرنسيين لعدة سنوات في تونكين، أعطى ولاءه لأنغ خانه.[بحاجة لمصدر]

## حصار بادينه، يناير 1887
كان حصاربادينه (ديسمبر 1886 إلى يناير 1887) في مقاطعة ثانهوا بمثابة اشتباك حاسم بين المتمردين والفرنسيين. تم الحصار عن عمد من قبل زعيم المقاومة الفيتنامية شينه كونج ترانج، الذي بنى معسكرًا محصنًا ضخمًا بالقرب من حدود تونكين-أنام، وحشره مليئًا بمتمردي أناميز وتونكينيزي، وتجرأ الفرنسيون على مهاجمته هناك. اضطر الفرنسيون، وبعد حصار دام شهرين تعرض فيه المدافعون لقصف لا هوادة فيه من قبل المدفعية الفرنسية، اضطر المتمردون الناجون إلى الخروج من بادينة في 20 يناير 1887. دخل الفرنسيون المعقل الفيتنامي المهجور في اليوم التالي. بلغ إجمالي خسائرهم خلال الحصار 19 قتيلاً و 45 جريحًا فقط، بينما بلغ عدد الضحايا الفيتناميين الآلاف. سلطت الهزيمة الفيتنامية في بادينه الضوء على انقسام حركة كان فونق. راهن ترانج على أن زملائه قادة المقاومة سوف يضايقون الخطوط الفرنسية من الخلف بينما يمسكهم من الأمام، لكن القليل من المساعدة وصلت إليه.

## مداخلة من كوشينشينا
حطمت الكارثة في بينه دينه قوة كان فونق في شمال أنام وتونكين. شهد النصف الأول من عام 1887 أيضًا انهيار الحركة في المقاطعات الجنوبية كوانج نام وكوانج نجاي وبينه أونه وفيو يين. لعدة أشهر بعد حملة برودهوم القصيرة في سبتمبر 1885 حول قوينهون وبينه دينه، لم ير مقاتلو كان فونق في الجنوب فرنسياً بصعوبة. كان فيلق تونكين الاستكشافي ملتزمًا بالكامل في تونكين وشمال أنام، بينما كانت القوات الفرنسية في كوتشينشينا مشغولة بالتعامل مع تمرد ضد الحماية الفرنسية في كمبوديا المجاورة. في الأشهر الأولى من عام 1886، استغل المتمردون الضعف الفرنسي في الجنوب لتوسيع نفوذهم في خانه هوا وبينه ثوان، المقاطعات الواقعة في أقصى الجنوب في أنام. كانت قوات كان فونق قريبة بشكل غير مريح من المواقع الفرنسية في كوتشينشينا، وقد ردت السلطات الفرنسية في سايغون أخيرًا. في يوليو 1886 رد الفرنسيون على الجنوب. تم تشكيل «عمود تدخل» قوامه 400 رجل في كوتشينشينا، يتألف من القوات الفرنسية وقوة من الثوار الفيتناميين تحت قيادة تران با لوك. هبط العمود في فان ري، على ساحل بينه ثوين. بحلول سبتمبر 1886 كان قد سيطر على المقاطعة. في الربيع التالي، انتقل الفرنسيون إلى مقاطعتي بينه آنه وفيو يين. ذهب أحد قادة كان فونق إلى الجانب الفرنسي، وسرعان ما انهارت المقاومة. بحلول يونيو 1887، كان الفرنسيون قد بسطوا سيطرتهم على مقاطعات أناميس الواقعة جنوب هوي. ألقى أكثر من 1500 من متمردى كان فونج أسلحتهم، وتم تنفيذ عمليات انتقامية وحشية، دبرها تران با ليك، ضد قادتهم.

## القبض على هام نغي، 1888
في عام 1888، تم القبض على هام نغي وترحيله إلى الجزائر وتعرضت حركة كان فونق لضربة قاتلة.بفقدان الملك، فقدت الحركة غرضها وهدفها. ومع ذلك، فإن مقاومة حركة كان فونق للفرنسيين لن تنقرض لعقد آخر أو نحو ذلك.

## المقاومة بعد 1888
لعدة سنوات بعد القبض على هام نجي، استمرت مقاومة الفرنسيين، وإن كان ذلك في شكل آخر، فان ثان (مقاومة العلماء). على عكس الطبيعة الملكية لحركة كان فونق، ركز تمرد فان ثان بالكامل على مقاومة الفرنسيين. قاد فان ثان علماء الكونفوشيوسية الذين تولى قيادة حركة كان فانق بعد القبض على هام نجي. بحلول عام 1892، هُزمت فان ثان وتشتت قادتها في الصين وباقي قادة المقاومة.
كان فان دينه فونق واحدًا من آخر وأبرز قادة مقاومة فان ثان. جنبا إلى جنب مع قواته، سيطر على مقاطعة هاتينه في وسط فيتنام حتى عام 1896. كانت وفاته من الزحار بمثابة الفصول الأخيرة من حركة كان فونق وفان ثان.
كان آخر قادة مقاومة كان فونق أشهرهم وواحد من القلائل الذين نجوا من المقاومة ضد الفرنسيين. كان دي ثام قائد فرقة مسلحة تعمل في جبال شمال فيتنام ين ذي. تمكن من إحباط المحاولات الفرنسية لتهدئة المنطقة حتى عام 1897، عندما تم التوصل إلى تسوية مع الفرنسيين. جاء المسمار الأخير في نعش كان فونق مع اندلاع الحرب الصينية اليابانية في عام 1894. حتى ذلك الحين، كان من السهل نسبيًا على الثوار والأسلحة والإمدادات عبور الحدود الصينية الفيتنامية ودعم المقاومة. مع اندلاع الحرب، صدرت تعليمات صارمة إلى الماندرين الصينيين على طول الحدود الجنوبية لتجنب استعداء الفرنسيين وتم إغلاق الحدود مع حركة كان فونق.

## ملخص
كانت حركة كانفونق واحدة من الأوائل والأخيرة. كانت أول حركة مقاومة شهدت عمل جميع طبقات المجتمع الفيتنامي - الملوك والعلماء النبلاء والفلاحين - معًا ضد الفرنسيين. ومع ذلك، فإن هذا الدعم العفوي الهائل كان لإثبات ضعفها أيضًا. على الرغم من وجود حوالي 50 مجموعة مقاومة، كان هناك نقص في التعاون وتوحيد السلطة العسكرية. على الرغم من انتشار مرسوم كان فونق في كل جزء من البلاد، إلا أن الإجراءات التي اتخذتها المقاومة لم تكن وطنية في نطاقها، وبدلاً من ذلك اقتصرت على المناطق التي كان العلماء النبلاء على دراية بها ويتم تنفيذ هذه الإجراءات بشكل مستقل عن بعضهم البعض.
كما شهدت حركة كان فونق سقوط آخر سلالة فيتنامية مستقلة ومعها بيروقراطية النبلاء. ومع ذلك، استمرت سرديات نضالهم ضد الهيمنة الأجنبية في الحياة وتم نقلها إلى الجيل التالي، الذين شهد بعضهم عن كثب نقاط الضعف والقوة في حركة كان فونق.